# Wielkopolskie Centrum Zaawansowanych Technologii

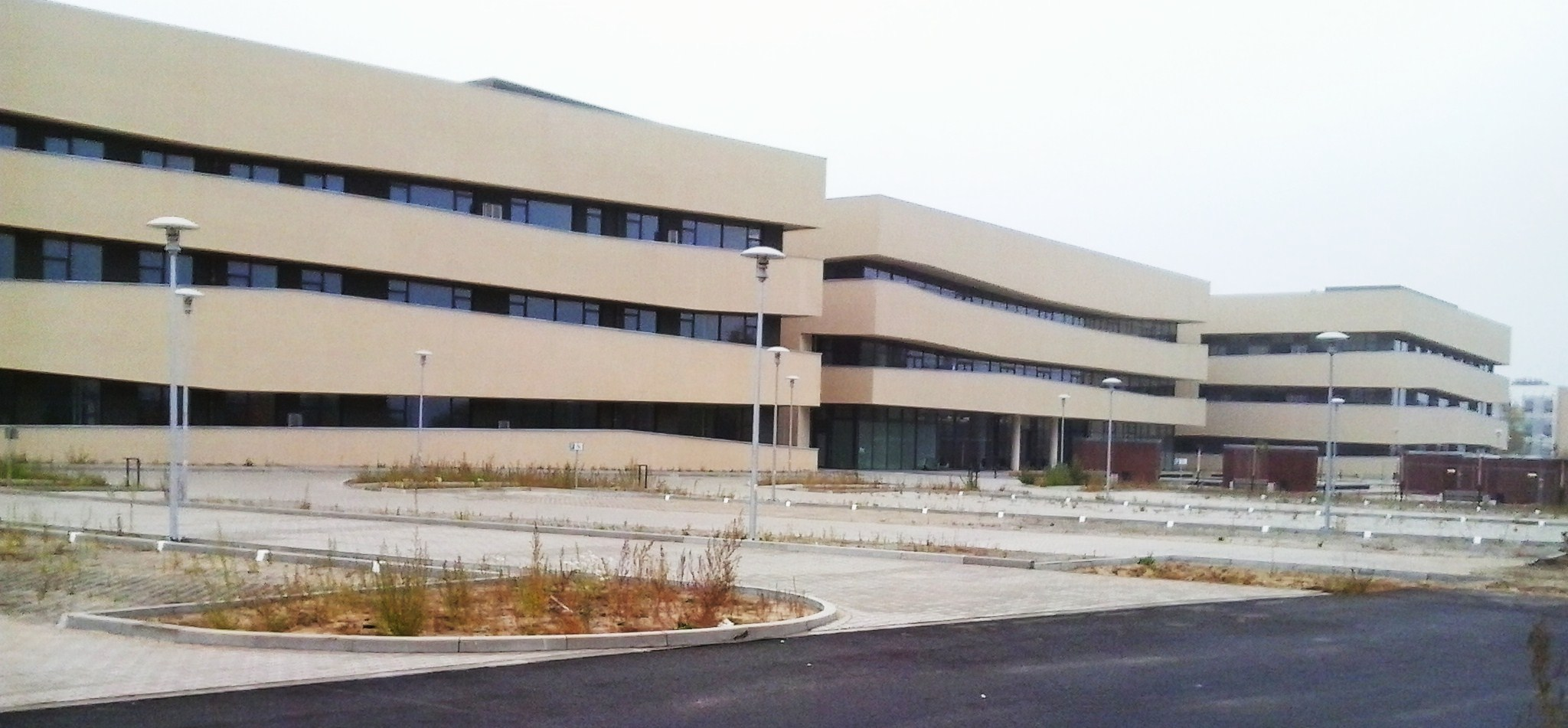
Widok ogólny

Wielkopolskie Centrum Zaawansowanych Technologii (WCZT) – multidyscyplinarny ośrodek naukowy zlokalizowany w Poznaniu na terenach Kampusu Morasko. Projekt współfinansowany był przez Unię Europejską ze środków Europejskiego Funduszu Rozwoju Regionalnego w ramach Programu Operacyjnego Innowacyjna Gospodarka na lata 2007-2013. Oficjalne otwarcie nastąpiło 2 lutego 2015.

## Cel powstania
Koordynatorem przedsięwzięcia jest Uniwersytet im. Adama Mickiewicza w Poznaniu, a pierwszym Przewodniczącym Komitetu Koordynacyjnego WCZT został jego pomysłodawca, prof. Bogdan Marciniec. Ośrodek ma za zadanie skupiać najlepszych polskich naukowców z dziedziny nauk ścisłych, przyrodniczych i technicznych, a także najzdolniejszych absolwentów studiów doktoranckich i pracowników naukowych z Poznania oraz specjalistów z całej Europy w celu realizacji projektów naukowo-badawczych i badawczo-rozwojowych, jak również programów strategicznych. Naukowcy mają w ośrodku pracować m.in. nad nowymi materiałami i oryginalnymi syntezami chemikaliów dla takich branż jak optoelektronika, ceramika, medycyna (nowe terapie komórkowe), przemysł (biodegradowalne opakowania) i rolnictwo (uprawa roślin). W 2011 r. zakładano docelowe zatrudnienie około 200 osób na 20 tys. m² powierzchni.

## Uczestnicy
Konsorcjum WCZT tworzą następujący uczestnicy:
- 5 poznańskich uczelni:
  - Uniwersytet im. Adama Mickiewicza w Poznaniu – koordynator projektu,
  - Politechnika Poznańska,
  - Uniwersytet Przyrodniczy w Poznaniu,
  - Uniwersytet Medyczny im. Karola Marcinkowskiego w Poznaniu,
  - Uniwersytet Ekonomiczny w Poznaniu,
- 4 instytuty Polskiej Akademii Nauk:
  - Instytut Chemii Bioorganicznej PAN,
  - Instytut Genetyki Roślin PAN,
  - Instytut Genetyki Człowieka PAN,
  - Instytut Fizyki Molekularnej PAN,
- Instytut Włókien Naturalnych i Roślin Zielarskich(inne języki),
- Poznański Park Naukowo-Technologiczny Fundacji Uniwersytetu im. Adama Mickiewicza.

## Władze
Zarząd:
- Prezes: Bronisław Marciniak
- Wiceprezes: Bogdan Marciniec
- Członkowie:
  - Marek Nowicki
  - Jakub Wienskowski

Rada nadzorcza:
- Adam Voelkel(inne języki)
- Zofia Szweykowska-Kulińska
- Marek Nawrocki
- Jacek Guliński
- Michał Nowicki
- Michał Sobkowski

Dyrekcja:
- Dyrektor: Artur Stefankiewicz
- Wicedyrektor: Jakub Rybka(inne języki)